# Eneos Holdings
ENEOS Holdings, Inc. (ENEOSホールディングス株式会社) er en japansk olie- og metalvirksomhed med hovedkvarter i Tokyo. Virksomheden blev etableret som JXTG Holdings i 2010 og har haft sit nuværende navn siden 2020. Det er en del af Mitsubishi.
Nuværende datterselskaber omfatter:
- Eneos - olieraffinaderier og tankstationer
- JX Nippon Oil & Gas Exploration - olie- og gasefterforskning samt produktion
- JX Nippon Mining & Metals - minedrift og metaller